# Iberville (ancienne circonscription fédérale)
Pour les articles homonymes, voir Iberville.
Iberville fut une circonscription électorale fédérale située en Montérégie dans le sud du Québec, représentée de 1867 à 1892.
C'est l'Acte de l'Amérique du Nord britannique de 1867 qui créa ce qui fut appelé le district électoral d'Iberville. Abolie en 1892, elle fut fusionnée à la circonscription de Saint-Jean—Iberville.

## Géographie
En 1867, la circonscription d'Iberville était bornée par le comté de Rouville au nord-ouest, le comté de Missisquoi au sud-est et la rivière Richelieu au sud-ouest. La circonscription comprenait les paroisses de Saint-Georges-d'Henryville, Saint-Alexandre, Saint-Athanase, Saint-Grégoire et Sainte-Brigitte. 

## Député
1. 1867-1892 — François Béchard, Libéral